# 1397 en Angleterre
Chronologie de l'Angleterre
- 1393
- 1394
- 1395
- 1396
- 1397
- 1398
- 1399
- 1400
- 1401

Cette page concerne l'année 1397 du calendrier julien.

## Naissances en 1397
- Date inconnue : 
  - Margery le Despenser, 3e baronne le Despenser (en)
  - Catherine Neville, duchesse de Norfolk

## Décès en 1397
- 25 avril : Thomas Holland, 2e et 5e comte de Kent, 2e baron Holand (en) et 6e baron Wake de Liddell
- 3 juin : William Montagu, 2e comte de Salisbury et roi de Man
- 6 juin : Adam Bamme, lord-maire de Londres
- 28 juillet : John Gilbert, évêque de St David's
- 8 ou 9 septembre : Thomas de Woodstock, 1er duc de Gloucester et d'Albemarle, 1er comte de Buckingham et d'Essex
- 15 septembre : Adam Easton, cardinal
- 21 septembre : Richard FitzAlan, 4e comte d'Arundel et 9e comte de Surrey
- 13 novembre : Anne Welles, comtesse d'Ormonde
- 3 décembre : Thomas Hungerford, speaker de la Chambre des communes
- 27 décembre : Richard Molyneux, member of Parliament pour le Lancashire
- 29 décembre : Robert Waldby, archevêque d'York
- Date inconnue :
  - Edmund Brokesbourne, member of Parliament pour l'Essex
  - Robert Howden, member of Parliament pour Nottingham
  - Ralph Ipres, member of Parliament pour le Lancashire
  - Henry Lincoln, member of Parliament pour Cantorbéry